# Michail Kovaljov
Generálplukovník Michail Prokofjevič Kovaljov (rusky: Михаил Прокофьевич Ковалёв) (* 7. července 1897, Brjuchověckaja – 1. srpna 1967, Petrohrad) byl sovětský generál a vysoký důstojník.

## Život
Čerstvě vystudovaný Kovaljov nastoupil do carské armády roku 1915 a zapojil se jako praporčík do bojů první světové války. Během Říjnové revoluce byl štábním kapitánem. Během Ruské občanské války velel pluku Rudé armády proti Bělogvardějcům a během Tambovského povstání proti vzbouřeným rolníkům. Od května v roce 1932 do června roku 1936 velel 9. střeleckému sboru.
Jako velitel Běloruského frontu velel jednomu frontu sovětské armády při obsazení Polska, druhému – Ukrajinskému velel Semjon Timošenko. Od listopadu 1939 velel Běloruskému zvláštnímu vojenskému okruhu, okruhu vytvořenému z Běloruského frontu a Běloruského vojenského okruhu pro účely již zmíněné sovětské invaze do Polska. V této funkci ho na začátku roku 1940 vystřídal Fjodor Kuzněcov. Poté velel nově vzniklému Zabajkalskému frontu, který po něm v červenci 1945 převzal maršál Malinovskij. Po druhé světové válce působil i nadále v armádě, zemřel jako několikanásobně vyznamenaný válečný hrdina v Sankt Petěrburgu, tehdejším Leningradu.